# XIX Reunião Ordinária do Conselho do Mercado Comum
A XIX Reunião Ordinária do Conselho do Mercado Comum ocorreu em dezembro de 2000, na cidade de Florianópolis.

## Participantes
Representando os estados-membros
- Fernando Henrique Cardoso
- Fernando de la Rúa
- Jorge Batlle
- Luis Ángel González Macchi

## Decisões
A reunião produziu 33 decisões.